# Козлово (Нюксенський район)
Козло́во (рос. Козлово) — присілок у складі Нюксенського району Вологодської області, Росія. Входить до складу Городищенського сільського поселення.

## Населення
Населення — 24 особи (2010; 25 у 2002).
Національний склад (станом на 2002 рік):
- росіяни — 100 %